# سامسونج جالكسي بوكيت نيو
سامسونج جالاكسي بوكيت نيو (بالإنجليزية: Samsung Galaxy Pocket Neo)‏ هو هاتف ذكي من سامسونج ضمن سلسلة سامسونج جالاكسي يعمل بنظام أندرويد، تم طرحه في الأسواق في يونيو 2013.

## الخصائص
- نظام التشغيل: أندرويد
- الكاميرا الخلفية: 2.0 ميجابكسل
- الشاشة: إل سي دي 240 × 320
- المعالج: 850 ميجا هرتز
- الذاكرة: 512 ميجابايت
- التخزين: 4 جيجابايت